# 深夜正式演藝
《深夜正式演藝》（韓語： 본격연예 한밤）是韓國SBS的綜藝節目，現由金九拉、張睿元等人主持，節目主軸為綜藝娛樂訪談節目。

## 節目主持人

### 深夜TV演藝
| 播出日期                      | 主持人                  |
| ----------------------------- | ----------------------- |
| 2005年4月27日－2005年12月28日 | 徐京錫 、張瑞希         |
| 2006年1月4日－2006年8月9日    | 徐京錫 、南相美         |
| 2006年8月16日－2007年7月11日  | 徐京錫、李水京          |
| 2007年7月18日－2008年8月27日  | 徐京錫、李荷妮          |
| 2008年9月10日－2010年4月22日  | 徐京錫、嚴智苑          |
| 2010年4月29日－2011年2月24日  | 徐京錫、宋智孝          |
| 2011年3月3日－2012年5月30日   | 徐京錫、劉仁娜          |
| 2012年6月6日－2014年12月24日  | 尹道賢、秀英 (少女時代) |
| 2015年1月7日－2016年3月23日   | 尹道賢、張睿元          |

### 深夜正式演藝
| 播出日期                     | 主持人         |
| ---------------------------- | -------------- |
| 2016年12月6日－2020年1月29日 | 金九拉、朴善英 |
| 2020年2月5日至今             | 金九拉、張睿元 |

## 節目相關事件
- 2009年8月5日節目中，韓孝周與一個3歲小女孩親嘴，而這位小女孩就是現在IVE的成員Leeseo。[3]
- 2011年3月3日節目中，節目字幕組誤將前After school隊長嘉熙的名字，誤打成Brown Eyed Girls的佳仁[4]，引發熱議。
- 2014年10月9日節目中，少女時代秀英提及Jessica退出少女時代，引發熱議[5]。
- 2015年11月19日節目中，節目製作單位跟拍因焦慮症暫停所有活動的知名藝人鄭亨敦，而引發爭議[6]。
- 2015年12月16日節目中，部分爭議言論討論少女時代潤娥、IU，而引發爭議[7]。
- 2016年3月23日，《深夜TV演藝》播出最後一集。
- 2016年12月6日，節目改名為《深夜正式演藝》（韓語：본격연예 한밤）重新播出。

## 外部連結
- SBS官方網站 （页面存档备份，存于）
- NAVER上《深夜正式演藝》的資料
- Daum上《深夜正式演藝》的資料